# HTC Rezound
HTC Rezound является новым смартфоном компании HTC, продается с двухгодичным подключением к сотовому оператору Verizon. Вместе с Galaxy Nexus и Motorola RAZR считается наиболее вероятными конкурентами iPhone 4S. Релиз HTC Rezound состоялся 14 ноября 2011 года в США.